# عزيزة حسين
عزيزة حسين من مواليد 1919، هي رائدة العمل الاجتماعي وأول امرأة عربية يتم ترشيحها للجنة المرأة بمنظمة الأمم المتحدة، وأول من وضع تنظيم الأسرة علي أجندة المنظمة. وقد أسست جمعية تنظيم الأسرة وكافحت ختان الإناث عبر سبعة عقود. وتم تصنيفها كواحدة من بين 27 رائدة نسائية طورت التنمية في العالم. ترأست الاتحاد الدولي لتنظيم الأسرة بالانتخاب عدة مرات. وهي أول من تحدث عن صحة المرأة الإنجابية في مصر، ومن أوائل من كتبوا عن الحقوق القانونية للمرأة. ورفضت أن تولي منصب وزيرة الشئون الاجتماعية. وتُوفيت في 2015.